# Tapadókorong

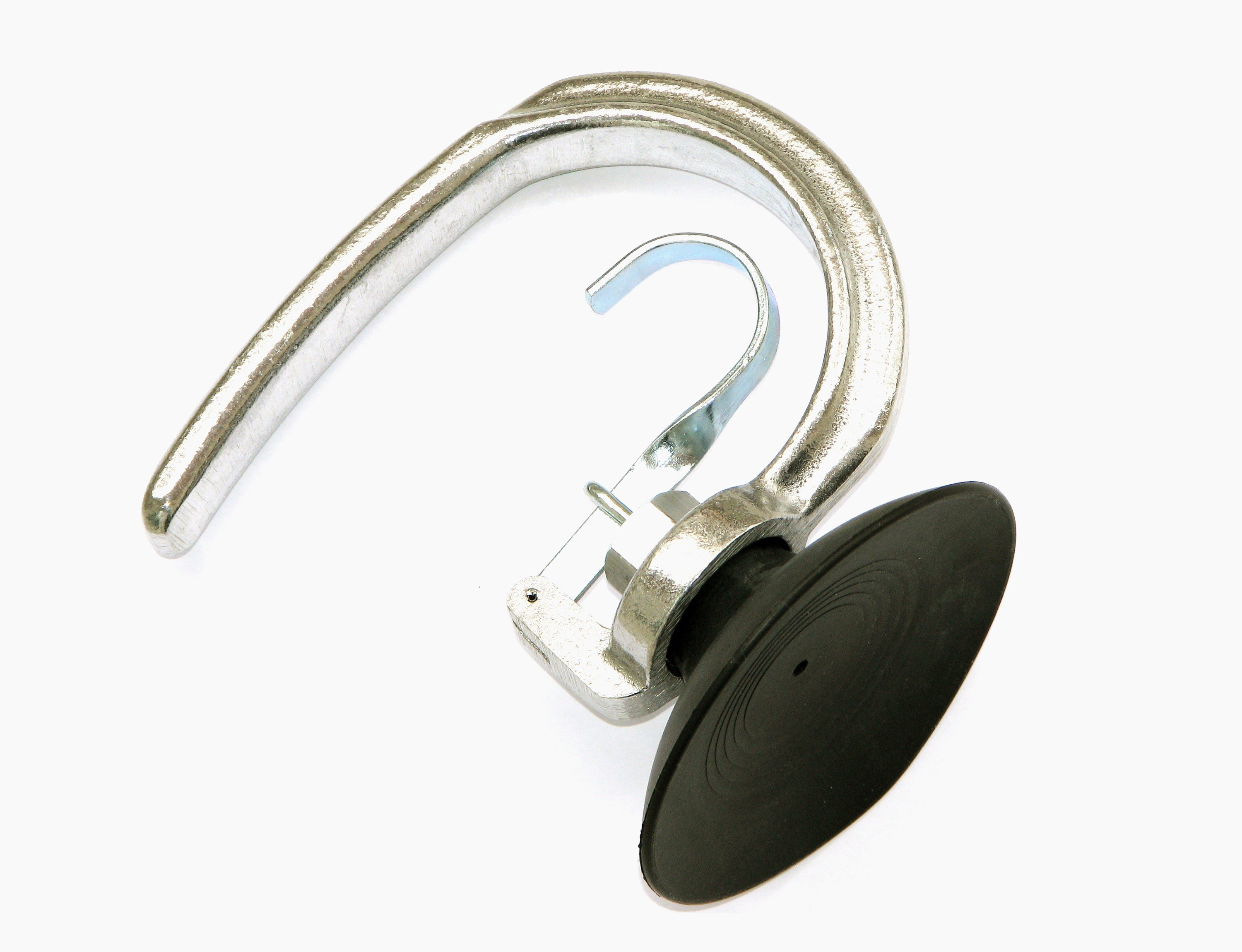
Tapadókorong lemezek kézi mozgatásához

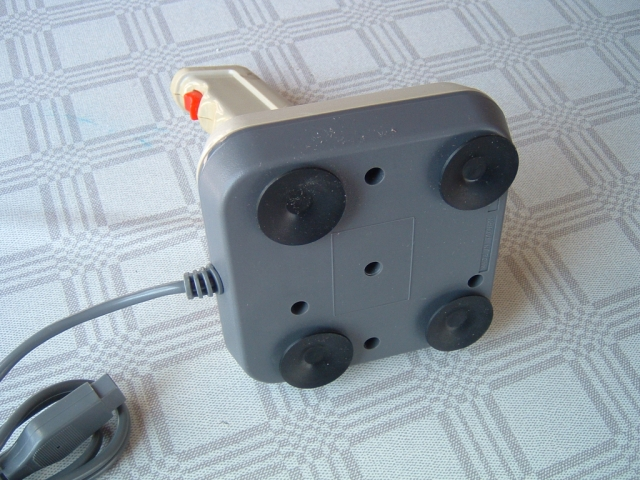
Egy joystick tapadókorongjai

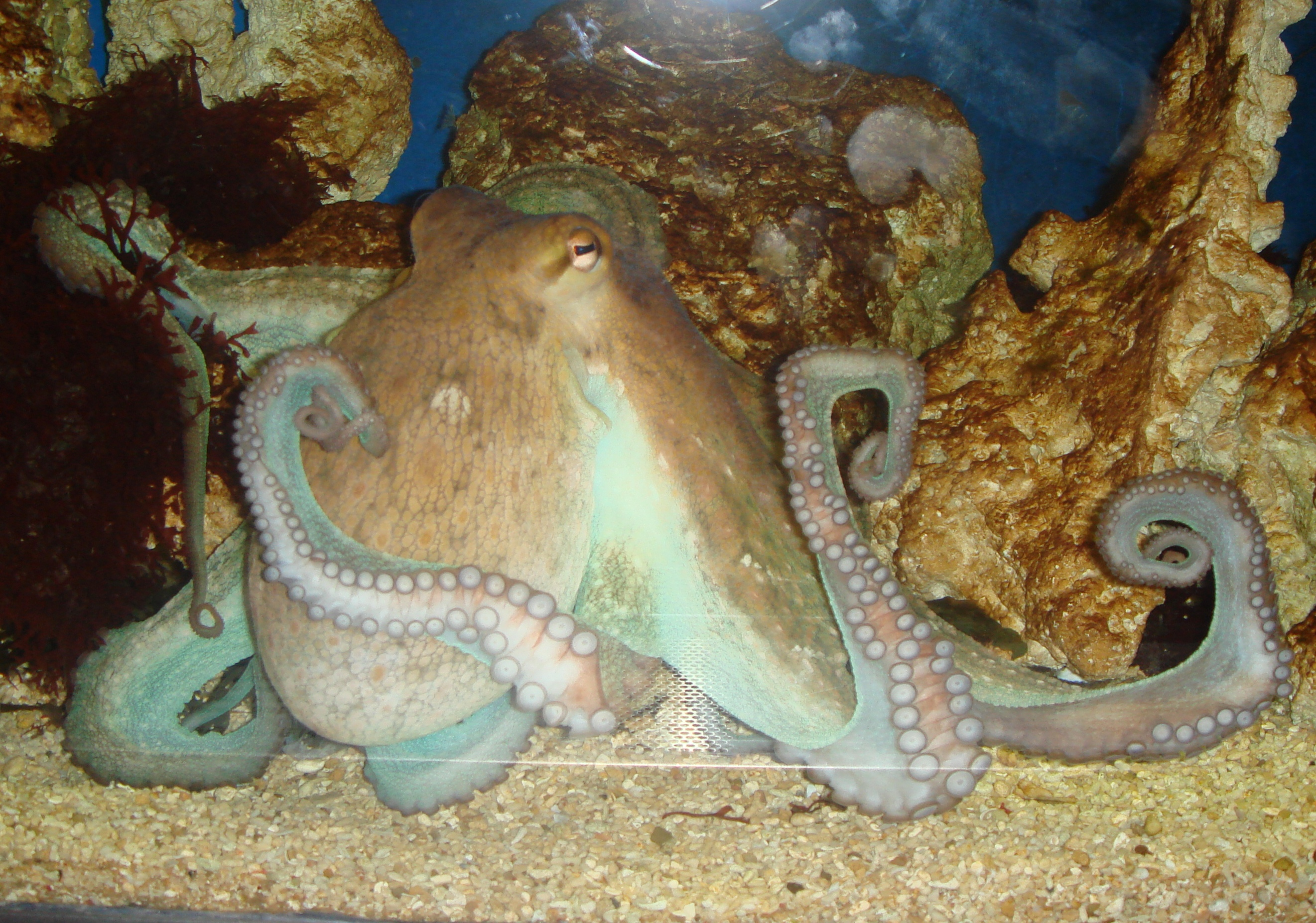
Polip tapadókorongjai

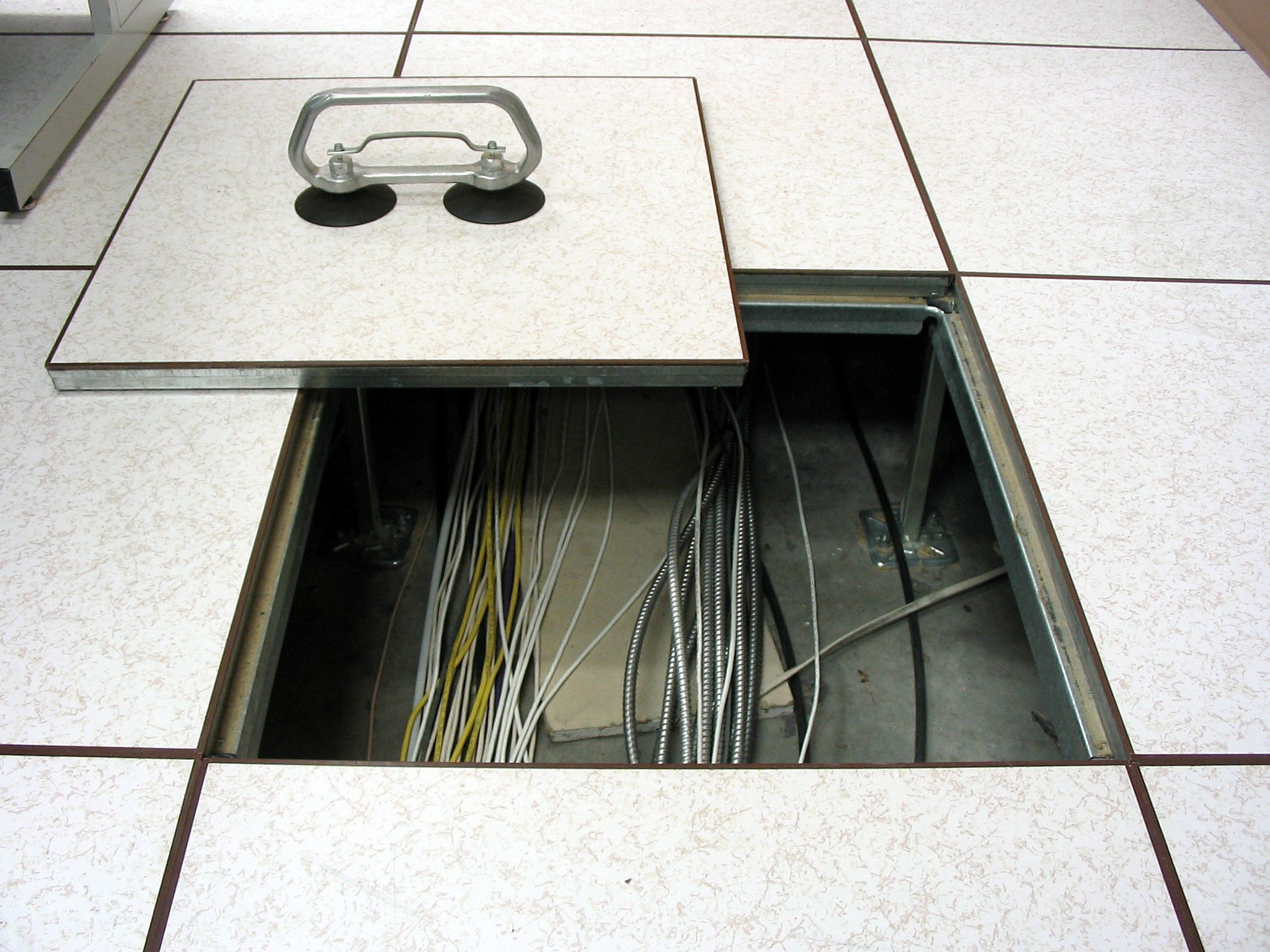
Nyílászáró kiemelése tapadókoronggal

A tapadókorong gumiból vagy rugalmas lágy műanyagból készített korong, melyet a pereménél kiemelkedő kis élével sima tömör felszínre szorítva és a két felület között vákuumot létesítve a korong nagy erővel hozzátapad a felülethez. A tapadókorong folyadékban is működik, ha a korong alatti nyomás a külső nyomásnál kisebb. A tapadókorong nem emberi találmány, bár sok szabadalom született e tárgykörben az 1860-as évektől, de a természetben is vannak rá példák: a tintahal és a polip karjain tapadókorongok sora helyezkedik el, amivel a zsákmányszerzést és a helyváltoztatást segíti.
A mindennapi életben a legtöbb háztartásban találkozni a filléres falra tapasztható fogasokkal, televíziós készülékek, konyhagépek rögzítésére szolgáló tapadókorongokkal. Ezeknél az egyszerű eszközöknél a tapadókorongot felerősítéskor rugalmasan deformáljuk a felületre nyomással, ekkor levegőt préselünk ki a korong alól, ami a nyomóerő megszűnése után részben visszarugózik és így a korong alatti térben maradt levegő nyomása az atmoszferikus nyomás alá csökken: kismértékű vákuum alakul ki alatta. A külső és belső nyomás közötti különbség és a tapadókorong felületének szorzata adja ki azt a felületre merőleges erőt, amivel a tapadókorongot el lehet szakítani a felülettől. Ha a tapadókorongot függőleges felülethez szorítjuk, akkor a ráakasztható súlyt nem ez az erő, hanem a súrlódás tartja. Levegő ellen nehéz tömíteni, úgyhogy a szorítóerő megszűnése után állandóan kis mennyiségű levegő szivárog a tapadókorong alá, csökkentve a vákuumot, egy idő után a tapadóerő megszűnik. 
Tapadókorongokat készítenek sima felületű tárgyak felemelésére és mozgatására. Nagy üvegtáblákat kézi tapadókorongokkal emelnek be kirakatokba. Ezek a tapadókorongok fogantyúval készülnek és  merevebb anyagból készülnek. A vákuumot egy kar elfordításával lehet létesíteni és visszaforgatásával megszüntetni, ami egy tulajdonképpen egy kis dugattyút működtet. 
Egyszerű átrakó robotok lemezek vagy sima felszínű dobozok megfogására gyakran használnak tapadókorongokat. Ezeknél általában több  tapadó felületet képeznek ki, amelyek egymástól függetlenek, hogy ha valamelyik elem nem működik sérülés vagy szennyeződésnek a tömítőfelület alá kerülése miatt, a többi biztonsággal fel tudja emelni a terhet. Ezeknél a tapadókorongok alatti vákuumot külön szivattyú biztosítja és a levegő kiszívását és visszaengedését elektromos működtetésű szelepek vezérlik.
Újabban készítenek olyan takarító robotokat is, melyek függőleges falon vagy mennyezeten is tudnak tapadókorongokkal felszerelt lábakon közlekedni. Ezek alkalmasak üvegfalú magas épületek ablakainak önműködő tisztítására a homlokzaton is. 
A tapadókorong által létesített, a felületre merőleges erő:
{\displaystyle F=Ap},
ahol 
{\displaystyle F} az erő,
{\displaystyle A} a korong területe,
{\displaystyle p} pedig a nyomáskülönbség.
A tapadó sík irányába kifejthető legnagyobb erő, melyre a korong még nem csúszik el, ennél sokkal kisebb:
{\displaystyle F_{s}=F\mu =Ap\mu }
ahol
{\displaystyle \mu } a súrlódási tényező, mely egynél mindig kisebb szám

## Külső hivatkozások
- Faltisztító robot tapadókoronggal
- Emelő tapadókorong teherbírása[halott link]
- 58 emeletes felhőkarcoló megmászása tapadókoronggal
- Tapadókorong szabadalma 1868[halott link]
- Üvegtábla szerelése tapadókorongos állvánnyal
- Fanuc rakodó robot tapadókoronggal